# 1831 en musique classique
| \| • Retour à la chronologie générale de la musique classique • \| |
| Grèce • Rome • Haut Moyen Âge • VIIIe siècle • IXe siècle • Xe siècle • XIe siècle XIIe siècle • XIIIe siècle • XIVe siècle • XVe siècle • XVIe siècle • XVIIe siècle XVIIIe siècle • XIXe siècle • XXe siècle • XXIe siècle |
| • Retour à la chronologie générale de la musique classique • |

| Années en musique classique : 1828 - 1829 - 1830 - 1831 - 1832 - 1833 - 1834    |
| Décennies en musique classique : 1800 - 1810 - 1820 - 1830 - 1840 - 1850 - 1860 |

Cet article présente les faits marquants de l'année 1831 en musique.

## Événements
- 4 mars : Pier li Houyeu, opéra d'Eugène Ysaye, créé au Grand Théâtre de Liège.
- 6 mars : La sonnambula, opéra de Vincenzo Bellini, créé à la Scala de Milan.
- 7 mars : Fausto, opéra de Louise Bertin, créé à la salle Favart à Paris.
- 3 mai : Zampa ou La Fiancée de marbre, opéra de Ferdinand Herold, créé à l'Opéra-Comique de Paris.
- 8 mai : création de Edoardo in Iscozia (it) de Coccia, au Teatro San Carlo de Naples[1].
- 30 mai : création de Francesca di Foix de Donizetti, au San Carlo de Naples[2].
- 18 juin : création de La romanziera e l'uomo nero (en) de Donizetti, à Naples.
- 31 août : création de Zaira (it) de Mercadante, à Naples
- 17 septembre : Concerto pour piano no 1 en sol mineur de Mendelssohn créé à Munich.
- 11 octobre : création de Chiara di Rosembergh de Luigi Ricci, à La Scala de Milan[3].
- 12 novembre : création de Enrico di Monfort de Carlo Coccia, à la Scala de Milan.
- 21 novembre : Robert le Diable, opéra de Giacomo Meyerbeer, créé à la salle Le Peletier.
- 26 décembre : Norma, opéra de Bellini, créé à la Scala de Milan.

Date indéterminée
- Symphonie no 2, de George Onslow.
- Papillons, pièces pour piano de Robert Schumann.

## Prix de Rome
1er Prix : Eugène Prévost, 2e Prix : Pierre Lagrave et Antoine Elwart, avec la cantate La Fuite de Bianca Capello.

## Naissances

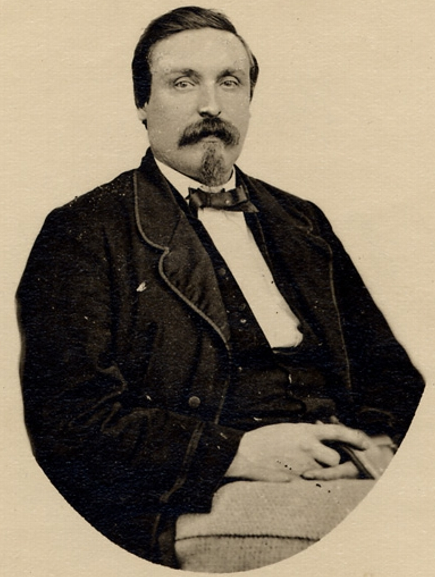
Célestin Lavigueur

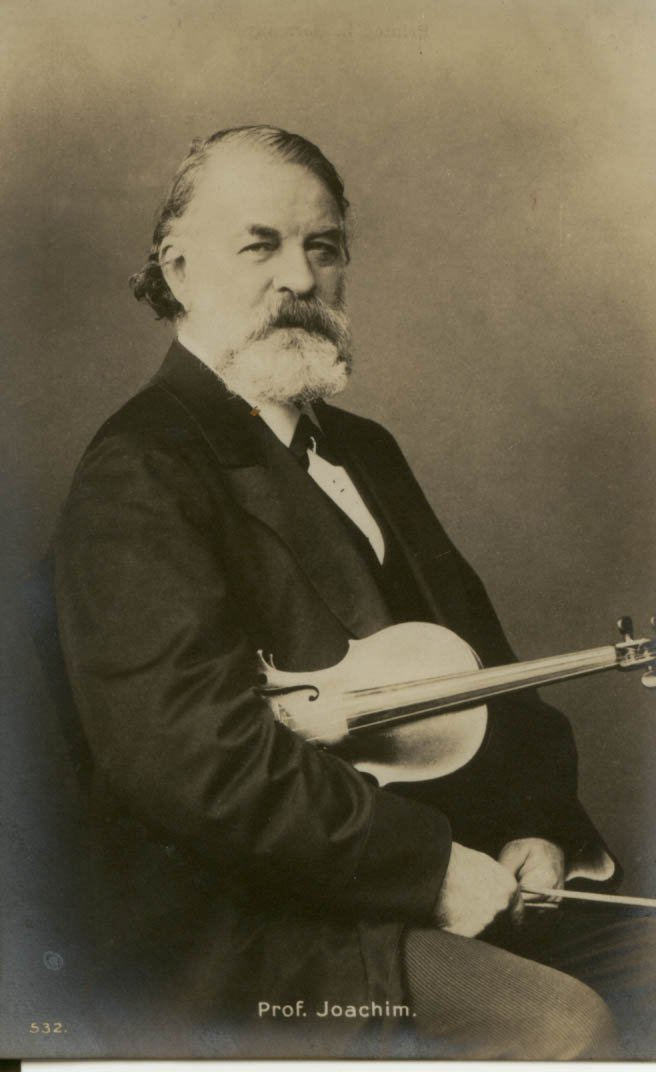
Joseph Joachim

- 1er janvier : Amelia Patti, cantatrice d'opéra italienne († 8 décembre 1915).
- 19 janvier : Célestin Lavigueur, musicien et compositeur québécois († 11 décembre 1885).
- 25 janvier : Paul Letondal, pianiste, organiste, violoncelliste, compositeur et professeur de musique franco-canadien († 24 juillet 1894).
- 10 février : Louis Lebel, organiste, pédagogue et compositeur français († 12 octobre 1888).
- 21 février : Henri Meilhac, librettiste d'opérettes et d'opéras français († 6 juillet 1897).
- 26 février : Filippo Marchetti, compositeur d'opéras italien († 18 janvier 1902).
- 27 février : Félix Jouffroy, compositeur français († 17 août 1906).
- 30 avril : Johann Sobeck, clarinettiste et compositeur allemand († 9 juin 1914).
- 2 juin : 
  - Max Abraham, éditeur de musique allemand († 8 décembre 1900).
  - Gustave Lefèvre, compositeur et pédagogue français († 17 mars 1910).
- 7 juin : Eugène Lacheurié, compositeur et peintre français († 21 août 1907).
- 28 juin : Joseph Joachim, violoniste autrichien († 15 août 1907).
- 7 juillet : Eugène Ketterer, pianiste et compositeur français († 18 décembre 1870).
- 1er août : Antonio Cotogni, baryton et pédagogue italien († 15 octobre 1918).
- 13 août : Salomon Jadassohn, pédagogue, chef d’orchestre et compositeur allemand († 1er février 1902).
- 22 août : Catharina Felicia van Rees, écrivaine, compositrice et militante féministe († 28 mars 1915).
- 28 août : Ludvig Norman, compositeur suédois († 28 mars 1885).
- septembre : Fanny Arthur Robinson, pianiste, professeur de musique et compositrice irlandaise († 31 octobre 1879)
- septembre : Marcella Lotti della Santa, soprano italienne († 9 février 1901)
- 22 septembre : Eduard Bachmann, hautboïste et ténor allemand († 18 avril 1880).
- 28 septembre : Minna Brinkmann, compositrice allemande († 1890).
- 16 novembre : Constance Nantier-Didiée, cantatrice française († 4 décembre 1867).
- 10 décembre : Philippe Gille, librettiste français († 19 mars 1901).
- 25 décembre : Johann von Herbeck, chef d'orchestre et compositeur autrichien († 28 octobre 1877).

Date indéterminée
- Emma La Grua, soprano italienne († 1865).
- Julia Woolf, compositrice et pianiste anglaise († 20 novembre 1893).

## Décès

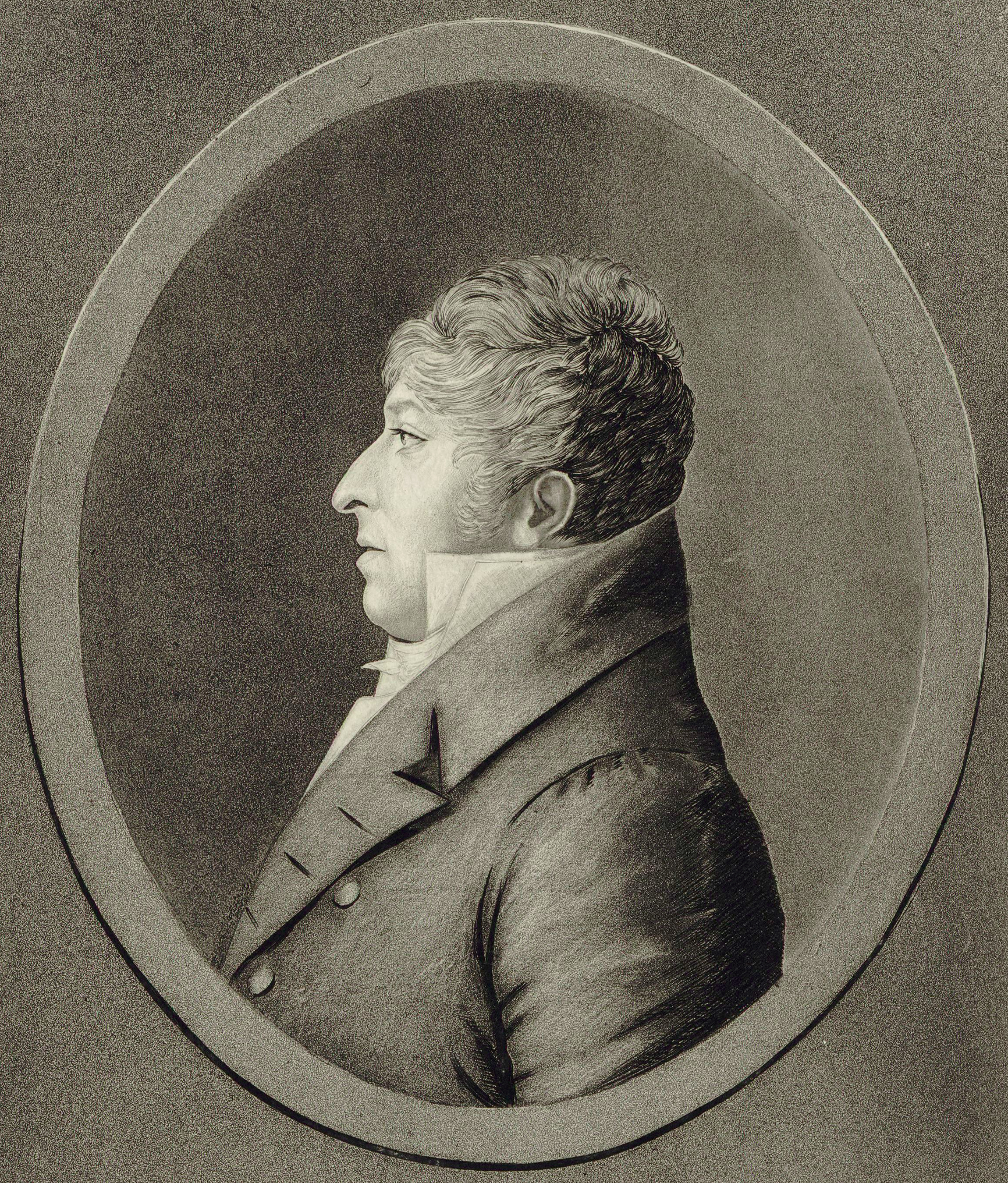
Rodolphe Kreutzer

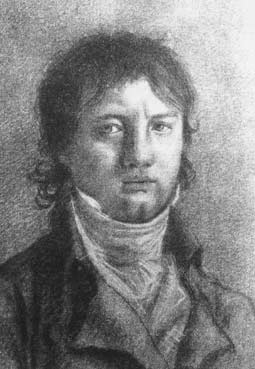
Traugott Maximilian Eberwein

- 6 janvier : Rodolphe Kreutzer, violoniste et compositeur français (° 15 novembre 1766).
- 8 janvier : Franz Krommer, compositeur tchèque (° 27 novembre 1759).
- 19 janvier : Cesare Sterbini, librettiste italien (° 1784).
- 4 mars : Georg Michael Telemann, compositeur et théologien allemand (° 20 avril 1748).
- 8 mars : Jan-Pieter Suremont, compositeur et musicologue flamand (° 29 janvier 1762).
- 10 mars : François Lay, chanteur classique (° 1758).
- 11 mars : Ossip Kozlovski, compositeur russe (° 1757).
- 28 mai : Guillaume Lasceux, organiste, improvisateur et compositeur français (° 3 février 1740).
- 30 mai : Daniel Jelensperger, musicologue français (° 1er avril 1799).
- 22 juin : Isaac-François Lefébure-Wely, organiste, pianiste et compositeur français (° 1756).
- 23 juin : Mateo Albéniz, compositeur espagnol (° 21 novembre 1755).
- 25 juillet : Maria Agata Szymanowska, pianiste et compositrice polonaise (° 14 décembre 1789).
- 16 août : Eduard Brendler, flûtiste et compositeur suédois (° 4 novembre 1800).
- 15 septembre : Andrea Leone Tottola, librettiste italien, surtout connu pour sa collaboration avec Donizetti et Rossini (date de naissance inconnue).
- 23 septembre : Louis Nourrit, ténor français (° 4 août 1780).
- 14 novembre : Ignace Joseph Pleyel, compositeur autrichien (° 18 juin 1757).
- 2 décembre : Traugott Maximilian Eberwein, compositeur et chef d'orchestre allemand (° 27 octobre 1775).

Date indéterminée